# Вангел Църномаров
Вангел Христов Църномаров е български революционер, деец на Вътрешната македоно-одринска революционна организация.

## Биография
Църномаров е роден в Битоля във видно българско семейство. Влиза във ВМОРО и става организатор и влиза в ръководството на градския революционен комитет. Негови сподвижници са Анастас Лозанчев, Павел Христов, Георги Попхристов, Христо Узунов. След като Битоля попада в Сърбия след Междусъюзническата война, Църномаров развива дейност по поддържане на българщината, както пише вдовицата му „още повече той прояви своя български национален дух през време на сръбското робство“. След намесата на България в Първата световна война през октомври 1915 година, Църномаров е отвлечен от дейци на Черна ръка и убит.
На 6 март 1943 година вдовицата му Параскева Църномарова, на 86 години, родена в Битоля и жителка на Битоля, подава молба за българска народна пенсия, която е одобрена и пенсията е отпусната от Министерския съвет на Царство България.